# 마천루

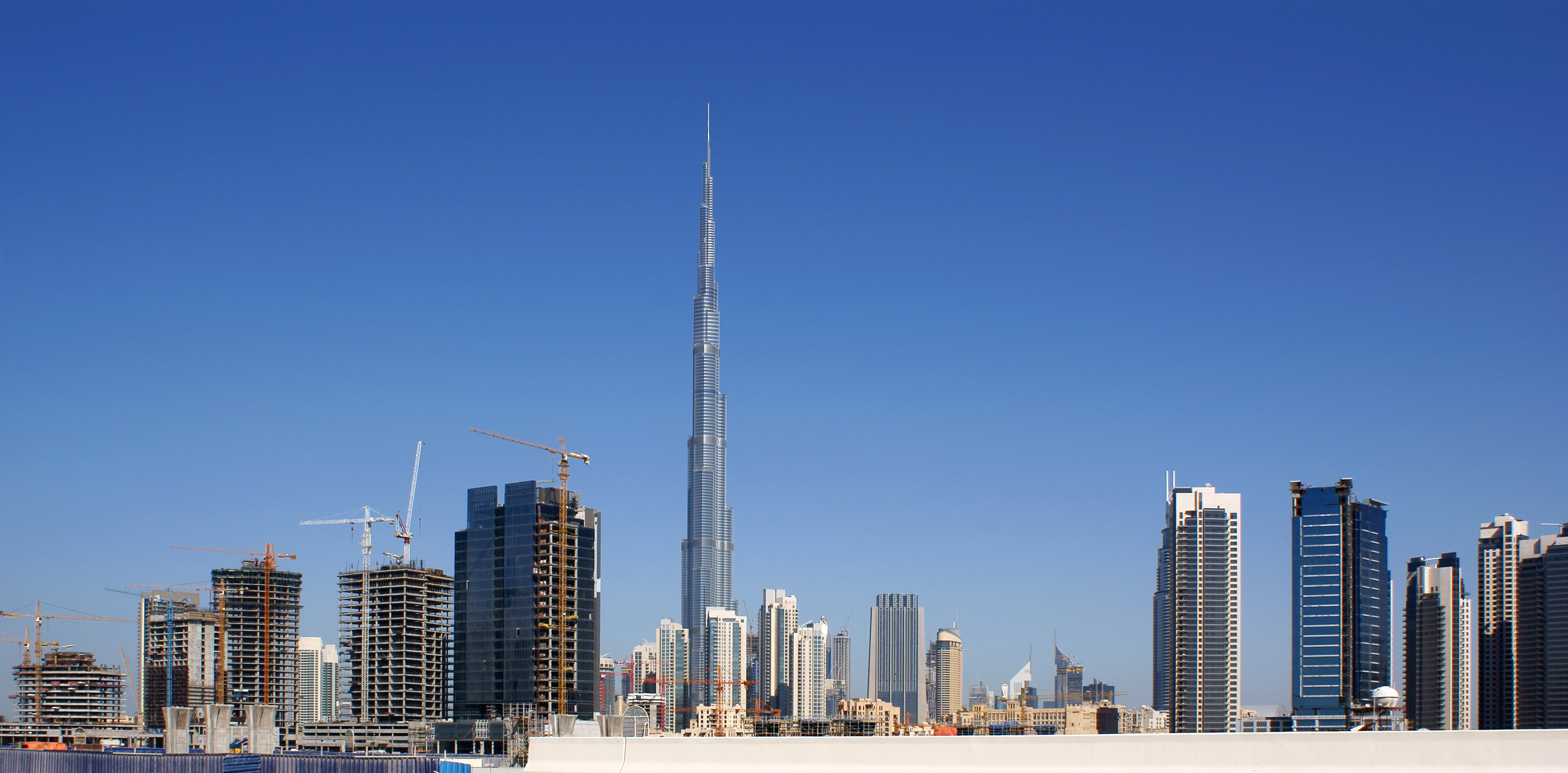
세계 최고층 마천루, 부르즈 할리파 전경.

마천루(摩天樓)는 하늘을 찌를 듯이 솟은 아주 높은 고층 건물을 뜻한다. 특별히 정해진 기준은 없지만 오늘날 최소 100 m에서 150 m 이상의 높이를 갖는 고층 건물을 마천루라고 부른다. 1880년대 고층 건물이 들어서기 시작할 무렵에는 10 - 20 층 사이의 건물을 마천루라고 부르기 시작하였다. 마천루는 사무용 건물, 호텔, 주거 공간 등으로 사용된다.
마천루의 건축이 가능하게 된 것은 건물의 하중을 철골 구조가 지탱하고 내외장은 커튼월 구조로 구성하는 기술이 발달하였기 때문이다. 이 아이디어는 프랑스의 외젠 비올레르뒤크가 고안하였다. 그는 기존의 내력벽이 하중을 견디는 건축 방법에서 벗어나 강철 철골 구조가 하중을 떠안고 벽체 등은 이 철골 구조에 덧대여 놓이는 새로운 건축 공법을 발명하였다. 이 방법은 철근 콘크리트 공법보다 더 높은 건축이 가능하도록 하였다.
현대 고층 건물의 벽은 하중이 크지 않은 비내력벽으로 실제 하중은 강철 철골 구조에 의지한다. 그 외의 내외장재는 철골과 연결된 커튼월 구조로 커튼월은 전체를 통유리로 한 것에서 부터 전통적인 창문을 단 것까지 다양한 디자인으로 구성될 수 있다. 건물이 높아지면 풍압이나 진동에도 취약해져 이를 견뎌내는 내풍, 내진설계가 필요하다. 현대의 고층 건물은 이를 위해 자체적으로 비틀림이나 흔들림에 유연하게 적응할 수 있도록 원통형 구조물을 함께 사용하거나 일정 높이 이상의 층을 외곽보다 후퇴시켜가며 짓는 셋백 공법을 사용하기도 한다.
2022년 2월 기준 150 미터 이상의 마천루 100개 이상을 보유한 도시로는 518개가 있는 홍콩, 343개가 있는 선전, 300개가 있는 뉴욕, 237개의 두바이, 208개의 뭄바이, 180개의 상하이, 165개의 도쿄, 152개의 광저우, 148개의 쿠알라룸푸르, 135개의 충칭, 시카고, 109개의 우한, 108개의 방콕, 자카르타 등이 있다.

## 정의
19세기에 들어 뉴욕시, 필라델피아, 보스턴, 시카고, 디트로이트, 세인트루이스 등의 도시에 10층이상의 철골 구조 빌딩이 들어서 기존의 도시와 다른 스카이라인이 만들어지자 이들 건물이 "하늘을 뚫을 듯 하다"는 의미에서 마천루라 불리기 시작하였다.
최초의 철골 구조 고층 빌딩은 시카고에 있던 홈 인슈어런스 빌딩으로 1885년 10층 높이 42 m로 건축되었고 이후 2층이 더 올려졌다. 기준에 따라서는 1850년 완공된 필라델피아의 10층 높이 제인 빌딩이나 1870년에 지어진 뉴욕의 7층짜리 에퀴테이블 라이프 빌딩를 최초의 마천루로 평가하기도 한다.  강철 철골 구조 고층 건물이 들어선 이후 오늘날 전세계의 도시 건축에 적용되어 초고층 건물이 올라서게 되었다. 어떤 건물이 최초의 마천루인가 하는 것은 층고, 구조 등 강조되는 요소에 따라 달라진다.

1880년대 이후 건축 기술이 발달하면서 마천루는 강철 철골 구조를 지닌 고층 건물을 뜻하게 되었다. 1891년 시카고에 세워진 모내드녹 빌딩은 기존의 조적조방식의 석조를 기반으로 사용하지 않고 온전히 철골 구조가 기초의 하중까지 떠안는 구조로 지어졌다. 
초고층 사무용 빌딩의 가장 큰 특징은 무엇인가? 그것은 고상하고 높아야 한다. 집약된 힘과 권위가 그 안에 있어야 하고, 영광과 긍지의 고양이 있어야 한다. 아래에서 위까지 단 하나의 어긋남 없이 매 인치마다 솟아오르며 자랑스러움을 드러내며 온전히 고양되는 것이다.— 루이스 설리번, 《고층 건물의 예술성 연구》(1896년)

구조공학의 일각에서는 고층건물을 건물 자체의 하중이나 지진과 같은 급작스런 재해보다 평상시 계속하여 이겨내야 하는 바람이 더 중요한 하중요소로 작용하는 수직 구조물로 정의한다. 이 기준은 건물뿐만 아니라 타워와 같은 다른 종류의 높은 구조물에도 적용될 수 있다.
오늘날 미국과 유럽의 여러 조직에서는 최소 150 m 이상의 고층 건물을 마천루로 정의하고 있고 300 m 이상에 대해서는 "초고층", 600 m 이상에 대헤서는 "메가톨"로 구분하여 부르기도 한다.

## 초고층 건물의 역사
오늘날의 초고층 건물 기준에 부합하는 근대 이전의 건축물로는 높이 146 m 인 고대 이집트의 기자의 대피라미드 정도로 그 이후 수천 년 동안 대피라미드의 높이를 넘어서는 건물이 없다가 160 m 의 중앙 첨탑이 있던 링컨 대성당이 1311년 대피라미드의 기록을 뛰어넘었지만 1549년 첨탑이 무너졌다. 높이로만 따지면 169 m의 워싱턴 기념탑도 거론할 수 있지만 이것은 사용 목적이 아닌 기념물이어서 현대적인 마천루의 정의에 부합하지는 않는다.
고층 건물의 건축은 이미 고전 고대 시기에 번성하였다. 로마 제국의 아파트인 인술라는 종종 10층 규모로 지어지기도 했다. 그러나 당시 기술로 고층 건물은 구조적으로 불안정했기 때문에 아우구스투스를 비롯한 몇몇 황제는 건축물의 높이를 20-25 m  정도로 제한하고자 하였다. 고대 로마의 인술라는 대개 아랫층에 상점이나 부유한 주민이 거주하고 윗층은 하층민에게 임대하였다. 기원후 3세기에 작성된 아이깁투스의 《옥시링쿠스 파피루스》에는 헤르모폴리스와 같은 로마의 속주 도시에 7층 건물이 있었다는 것을 기록하고 있다.
중세의 도시에도 높은 건물이 있었다. 12세기 볼로냐의 주거용 고층 건물 가운데는 97 m의 높이의 아시넬리 타워가 있었다. 1251년 피렌체는 도시 건물의 높이를 26 m로 제한하는 법을 제정하였다. 당시 도시화에 따른 인구 증가는 도시이 건물 높이가 올라가는 원인이었고 산지미냐노와 같은 중소 도시 조차 51 m 높이의 타워가 72 개에 달해 "탑의 도시"라는 별명을 얻었다.
10세기 무렵 이슬람의 지리학자 알마크디시는 중세 이집트의 도시인 푸스타트에 미나레트의 첨탑을 닮은 주거용 고층 건물들이 있었다고 기록하고 있다. 11세기 초 나시르 후스라우는 그들 중 일부는 14층에 달한다고 묘사하였고 최상층에 소가 끄는 수차가 물을 대는 옥상정원이 있다고 하였다. 16세기 카이로의 고층 아파트는 아래의 두 개 층을 상점과 창고로 이용하고 그 위 여처 층을 세입자에게 임대하였다. 16세기 예멘의 시밤은 모든 건물이 고층 건물로 이루어져 있었다. 시밤의 타워 주택은 500개가 넘었고 각각 5~11층 높이로 층마다 한 가족이 거주하는 아파트이었다. 시밤은 주변 베두인의 침공에 대비하기 위해 이런 고층 건물로 도시를 구성하였다. 시밤에는 여전히 진흙 벽돌로 지어진 고층 건물들이 남아있으며 상당수는 30 m 이상의 높이를 지닌다.
근대 고층 주택의 초기 사례는 17세기 스코틀랜드의 에든버러를 들 수 있다. 에든 버러는 도시 방어를 위해 성벽으로 둘러쌓인 도시였기 때문에 개발 가능한 토지는 제한 될 수 밖에 없었다. 이 때문에 인구가 늘어나자 주택의 층고를 높이기 시작하였다. 11층 건물이 흔했고 14층 높이의 건물도 기록되어 있다. 이 당시의 석조 건축물 대부분은 오늘날에도 에든버러 구시가에서 여전히 볼 수 있다. 한편, 세계에서 가장 오래된 철골 구조 건물은 부분적으로 철골 구조를 도입한 잉글랜드 슈루즈베리의 방적공장이다. 1797년에 지어진 이 건물은 주철 빔을 기둥과 보로 사용하여 내부 공간을 확보하였고 이 방식이 현대적인 철골 구조로 발전하였다. 이 방적공장은 한동안 버려져 있다가 2013년 사무실로 리모델링하기 위한 기금 모금을 한 바 있다.

## 초기 마천루

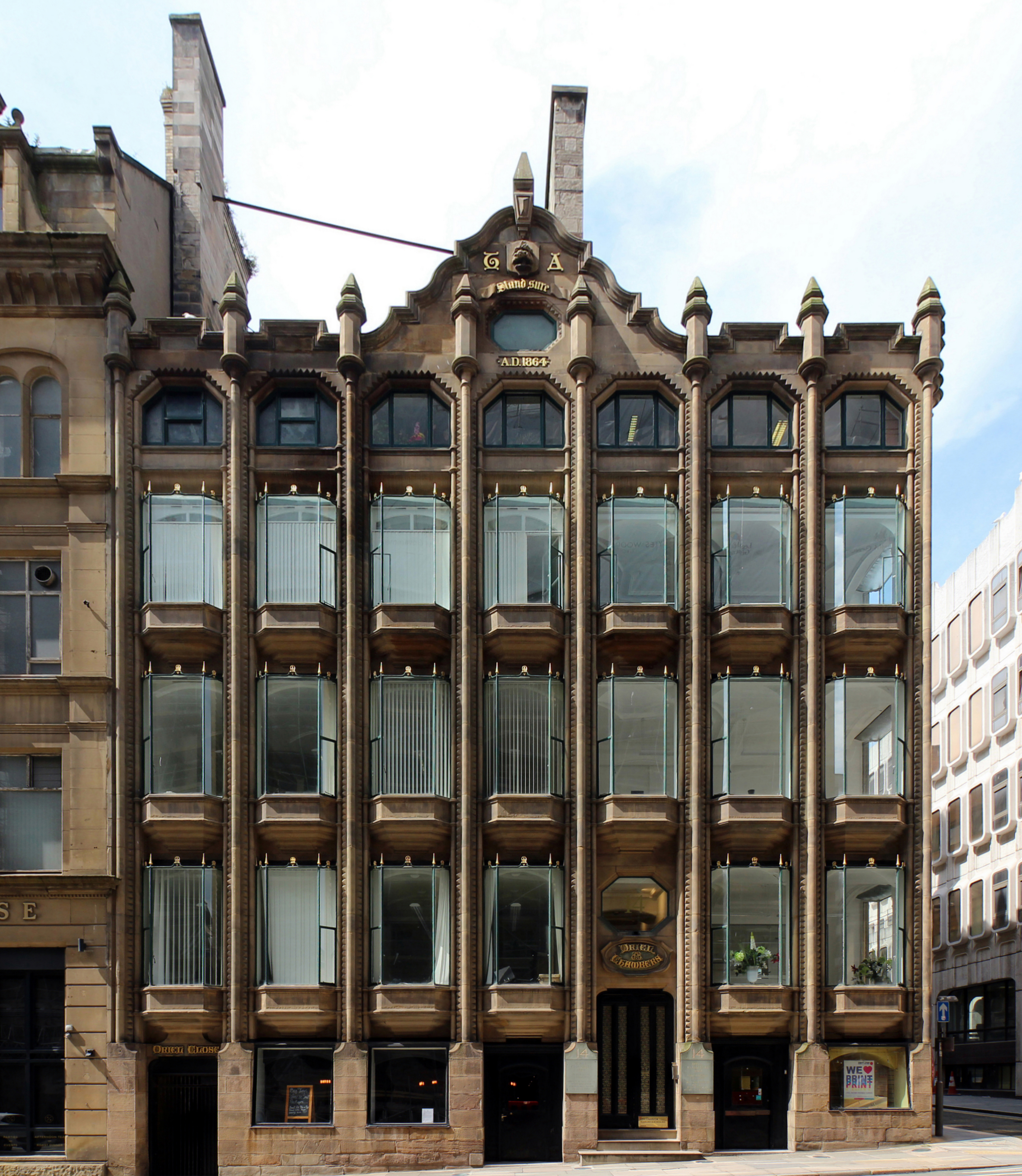
1864년 지어진 오리얼 쳄버스는 철골 구조로 지어진 최초의 사무용 건물이다.

1857년 엘리샤 오티스가 뉴욕시의 E. V. 하우웟 빌딩에 안전 엘리베이터를 도입하여 고층 건물의 위아래를 편리하게 이동할 수 있게 되었다. 오티스는 1870년 최초의 상업용 인승 엘리베이터를 에퀴테이블 라이프 빌딩에 도입하였는데, 이 빌딩이 진정한 의미에서 최초의 마천루라고 평가하는 사람들도 있다. 이 무렵 강철 철골 구조로 지어진 사무용 건물이 지어지기 시작하였는데, 최초로 지어진 잉글랜드 리버풀의 오리얼 챔버스의 층고는 겨우 5층에 불과하였다. 왕립예술원은 이 건물에 대한 당대의 평가를 "판유리 거품을 덕지덕지 바른 큼지막한 덩어리에 경악을 금치못한"다고 기록하고 있다. 오리얼 챔버스는 이후 철골 구조와 판유리 커튼월을 사용하는 모더니즘 건축의 효시가 되었다.
1884년 - 1885년 사이 지어진 시카고의 10층 건물 홈 인슈어런스 빌딩을 세계 최초의 마천루로 꼽는 경우도 많다. 준공 당시 원래 높이는 42.1 m로 오늘날 기준으로 보면 초고층 건물이라고 부르기 어렵지만 당시로서는 기록적인 높이였다. 1880년대 시카고에 철골 구조를 사용한 고층 건물들이 연이어 들어서면서 이 시기는 초고층 건물 건축의 1세대로 여겨지게 되었고 당시 확산일로에 있던 상업용 고층 건물 건축 스타일을 두고 시카고 학파라고 불렀다.
시카고의 이러한 고층 건물 건축의 중심에 윌리엄 르바론 제니가 있었다. 그는 내력벽이 건물 하중의 일부를 함께 부담하던 기존 방식에서 더 나아가 철골 구조가 건물 하중을 온전히 다 부담하는 설계를 하였다. 이러한 구조의 건물은 먼저 강철 빔의 뼈대가 올라갔기 때문에 "시카고 스켈레톤"이라고 불렸다. 그가 설계한 홈 인슈어런스 빌딩은 철골 구조 외에도 오늘날 초고층 빌딩의 핵심 요소인 내화재 설계, 엘리베이터 설치, 전기 배선과 같은 요소들을 두루 갖추었다.
데니얼 번햄과 존 웰본 루트가 동업한 번햄 앤 루트사는 1889년 시카고에 랜드 맥널리 빌딩을 지었다. 이 건물은 높이 45 m로 다른 보강재 없이 완전히 철골 구조로만 지어진 최초의 건물이었다. 루이스 설리번은 1891년 미주리주의 세인트루이스에 41 m 높이의 웨인라이트 빌딩을 지었다. 이 건물은 수직으로 급상승하는 외곽 철골 빔을 두어 보다 높이감을 강조하였다. 1889년 이탈리아 토리노에 167 m의 몰레 안토넬리아나가 세워졌다.
초기 고층 빌딩의 대부분은 시카고와 뉴욕에 집중되어 있는데, 19세기말 두 도시의 경제 성장으로 인해 고밀도 시설의 수요가 생겨났기 때문이다. 같은 시기 오스트레일리아의 멜버른에서도 비슷한 수요가 있었지만, 미국과는 다르게 철근이 아닌 기존의 석조 토대 공법을 사용하였고 오늘날까지 남아있는 건물은 거의 없다. 초고층 건물이 계속하여 생겨나자 화재 예방을 위한 규제가 새롭게 도입되어야 하였고, 도시계획에는 건물의 고도 제한이 추가되어야 하였다. 고도제한이 먼저 도입된 곳은 런던이다. 세인트 폴 대성당을 비롯한 여러 역사적 건물의 경관을 보호하기 위해 구역별로 건물의 고도를 제한하는 규제를 도입하였다. 이때문에 "세인트 폴 고도제한"으로 불린 이 정책은 1937년부터 공식적으로 시행되었다.
고층 건물의 화재에 대한 우려 역시 초창기부터 제기되었고 도시 전체의 경관을 무시하고 나홀로 솟아오르는 마천루에 대한 우려도 있었다. 미국보다는 유럽쪽에서 이러한 규제가 엄격하였기 때문에 초기 고층 건물의 건축 시기인 19세기 말에서 20세기 초 사이 유럽에서 두드러지는 높이의 건물은 흔하지 않았다. 대표적 고층 건물로 꼽을 수 있는 것으로는 1898년 로테르담에 세워진 43 m 높이의 위터 휘이스, 1908년 바르샤바에 세워진 51.5 m의 폴란드 전화합자회사 본점, 1911년 90m 높이로 세워진 리버풀의 로열 리버 빌딩, 1924년 뒤셀도르프에 세워진 61 m 높이의 빌헬름 마르크스 하우스, 1925년 스톡홀름에 89 m 로 세워진 쿵스토르넨 등이 있다.
이 시기는 또한 뉴욕과 시카고의 고층 건물 경쟁이 있던 시기이기도 하다. 결국 1895년 뉴욕은 103 m의 아메리칸 슈어티 빌딩을 지어 시카고의 고층 빌딩들을 아래에 두었다. 이 건물은 향후 수년 동안 세계에서 가장 높은 빌딩이었다.

## 현대의 마천루
19세기 말에서 20세기 초 건축 공법이 정립된 초고층 건물들은 이후 철근 콘크리트, 통유리, 금속 등 다양한 커튼월의 도입과 함께 펌프를 이용한 물 공급, 엘리베이터의 전면적이 사용과 같은 편의 설비가 추가되면서 오늘날과 같은 모습을 갖추어 가기 시작하였다.  특히 1960년대 북미 특히 미국에 세워진 마천루들은 당시 한창이었던 냉전시기와 맞물려 국가의 종합적인 힘을 과시하는 도구로 이용되었다.
전 세계 대도시에서 한창 건설되던 초고층 빌딩은 1930년 대공황과 이어지는 제2차 세계대전으로 인해 침체기에 접어들었다. 이후 세계는 냉전 체계로 재편되었고 초고층 건물은 체제 선전의 상징이 되었다. 제2차 세계대전 직후 소련은 모스크바에 일련의 고층 빌딩 건설을 시작했다. 1947년에서 1953년 사이 스탈린 건축 양식으로 지어진 7개의 건물은 흔히 "일곱 자매" 라고 불리며 그 중심 건물인 239 m의 모스코바 국립 대학교 본관은 이후 소련 붕괴가 시작되는 1990년까지 동유럽에서 가장 높은 건물이었다. 사회주의권 국가들의 고층 건물 건축은 소련 이외에도 동독의 프랑크푸르터 토르, 폴란드의 문화과학궁전,  우크라이나의 우크라이나 호텔, 라트비아의 라트비아 과학 아카데미와 같은 건물들이 지어졌다. 전통적으로 고도 제한이 엄격하던 서유럽 국가들도 제2차 세계대전 직후 몇 년 동안 더 높은 마천루를 허용하기 시작하여 스페인의 에디피시오 에스파냐(117 m), 이탈리아의 토레 브레다(117 m)와 같은 건물들이 지어졌다.
동아시아와 동남아시아, 라틴 아메리카의 여러 도시에서도 1930년대부터 초고층 빌딩이 등장하기 시작했다. 전후 시기인 1950년대 후반부터는 아프리카, 중동, 남아시아, 오세아니아의 도시에도 마천루가 건설되기 시작했다.
제2차 세계 대전 이후 고층 건물 건축은 고전적인 양식 대신 국제 양식을 따랐다. 오래된 마천루는 재건축되거나 철거되기도 하였는데, 한때 세계에서 가장 높은 마천루였던 뉴욕의 싱어 빌딩은 1968년 철거되었다.
독일계 미국인 건축가 루트비히 미스 판 데어 로에는 20세기 후반 세계에서 가장 유명한 건축가 중 한 명이었다. 그는 유리로 외장한 파사드를 지닌 고층 건물을 고안하였고 1958년 노르웨이의 프레드 세베루드와 함께 시그램 빌딩을 설계하였다. 이 건물은 종종 모더니즘 건축의 정점으로 평가받는다.
1960년대 내내 마천루 건설이 급증하였다. 이러한 상승세의 원동력은 사람들이 "하늘 속 도시"에서 살고 일할 수 있게 해준 일련의 혁신이었다.

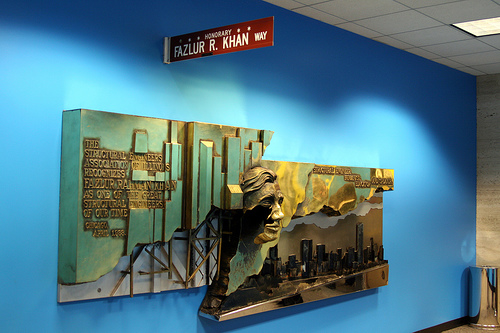
시카고 윌리스 타워에 있는 파즐루 칸을 기리는 기념물. 칸은 초고층 건물 공법에 중요한 혁신을 이루었다.

1960년대 초 구조공학자 파즐루 칸은 마천루 설계에 중요한 혁신을 이루었다. 그가 고안한 튜브 구조 설계는 그동안 지배적이었던 단단한 철골 구조가 초고층 건물에 적합한 유일한 시스템이 아니라는 점을 보여주었다. 이로서 초고층 건물의 구조는 다중 구조 체계를 갖추게 되어 "프레임 튜브", "트러스 튜브" 및 "다발 튜브"를 포함하는 다양한 튜브 구조 체계를 도입하게 되었다. 칸의 튜브 구조는 건물의 모든 외벽을 종합하여 하나의 튜브로 인식하고 이들 간의 상호 하중 전달을 시뮬레이션 함으로써 보다 얇은 벽을 지닌 초고층 건물이 가능하게 하였다. 이로서 초고층 건물의 전체 중량은 더 가벼워지고 더 큰 경제적 효율성을 가져올 수 있으며 고층 건물은 더 이상 직사각형 이나 상자 모양일 필요 없이 다양한 모양을 취할 수 있게 되었다. 튜브 구조를 사용한 최초의 건물은 1966년 시카고에 지어진 플라자 온 드위트로 현대 건축의 주요 발전으로 여겨진다. 이 새로운 디자인으로 제한된 토지에서 보다 높은 건물을 세울 수 있게 되자 투자자와 건축가, 구매자 모두 이전에는 생각할 수 없었던 공간을 지닐 수 있게 되었다. 파즐루르 라흐만 칸을 선두로한 튜브 공법 마천루는 "2차 시카고 학파"로 불리며 그후 15년 동안 100층의  존 핸콕 센터, 442 m 의 윌리스 타워와 같은 초고층 마천루를 세워 올렸다. 이 분야의 선구자로는 칸 외에도 존 핸콕 센터 프로젝트를 이끈 할 이옌가르, 보스턴 연방준비은행을 설계한 윌리엄 르메저, 세계 무역 센터를 설계한 미노루 야마사키 등이 있다.
1970년대의 많은 건물들은 특정한 양식이 있다고 하기엔 부족하여 1950년대 이전부터 쓰이던 건물 장식을 되불러내 쓰고 있었다. 이러한 설계는 환경을 무시한채 화려한 장식 요소로 치장된 마감재를 건물에 적용하였고 파즐룰루 칸은 기발함에 치우친 이러한 디자인이 합리성을 결여하였다고 반대하였다. 더욱이 칸은 하중만 증가시키는 화려한 장식은 귀중한 천연 자원의 낭비라고 생각했다. 칸은 최소한의 재료를 사용하는 건축이 환경에 미치는 영향도 줄일 수 있다고 보았다. 마천루 건축의 다음 단계는 구조의 성능과 재료의 유형, 건축 관행 등에서 자재와 자원의 사용을 최소화하고 구조체 내의 에너지를 최적화 하며, 무엇보다 전체적으로 통합된 시스템으로서 건축물을 다루어야 한다는 것이다.
현대 건축은 초고층 구조물에 대한 "허영 층고"를 연구하였다. 세계초고층도시건축학회는 건물의 최상층과 안테나, 깃대 또는 다른 확장 기능을 제외한 건물의 최상부 사이의 거리로 정의한다. 이 구간은 사람들이 실제로 사용할 수 없으므로 그저 높이의 과시를 위해 만들어진 것이기 때문이다. 이러한 과시성 구조는 이미 1920년대와 1930년대의 뉴욕 마천루에 등장하여 당시 건물의 30%가 이용 불가능한 과시성 구조를 지니고 있었다. 이러한 허영 층고는 건물의 지속 가능성이나 확장성에 대한 잠재적 문제를 내포하게 된다. 오늘날의 마천루는 자원의 절약과 지속 가능성, 구조의 성능, 재료 유형, 건축 관행, 재료 및 천연 자원의 절대적인 최소 사용, 구조 내의 에너지 및 전체적으로 통합된 건물의 시스템적 접근을 염두에 두고 설계된다. LEED는 미국의 비영리 단체가 운영하는 그린 빌딩 인증 표준이다.
1980년 이후 시작된 포스트모더니즘 건축, 뉴어버니즘, 신고전 건축의 움직임과 함께 보다 고전적인 접근 방식이 세계의 마천루 건축에 다시 유행하였다. 웰스 파고 센터, NBC 타워, 파크뷰 스퀘어, 포시즌스 호텔 뉴욕 다운타운, 메세투름, 페트로나스 트윈 타워, 진마오 타워 등이 이러한 흐름에 해당한다고 할 수 있다.
마천루 건축의 또 다른 현대적 움직임에는 유기적 건축, 지속가능한 건축, 신미래주의, 하이테크 건축, 해체주의 건축, 모호성 건축, 디지털 건축, 유선형 건축, 모방주의 건축, 비판적 지역주의, 토속건축, 네오 아르 데코 등이 있다.
뉴욕시의 부동산 개발자들은 1920년대에서 1930년대 초까지 "세계에서 가장 높은 건물"이라는 칭호를 두고 계속하여 경쟁하였다. 1930년 초가 되자 크라이슬러 빌딩(1930년, 318.9m), 엠파이어 스테이트 빌딩(1931년, 443.2 m) 등이 세워지게 되었다. 엠파이어 스테이트 빌딩은 이후 1972년 417 m의 세계 무역 센터가 세워지기 까지 40년 동안 세계 최고 높이의 건물이었다. 반면 세계 무역 센터는 고작 2년 만에 시카고의 442 m의 시어스 타워(현 윌리스 타워 )에 추월당했다. 그 뒤로도 가장 높은 건물 경쟁은 세계적으로 이어져 1998년 쿠알라룸푸르의 페트로나스 트윈 타워는 452 m의 높이로 지어졌고 2009년 세워진 두바이의 부르즈 할리파는 828 m의 높이를 자랑한다.

## 설계 및 시공

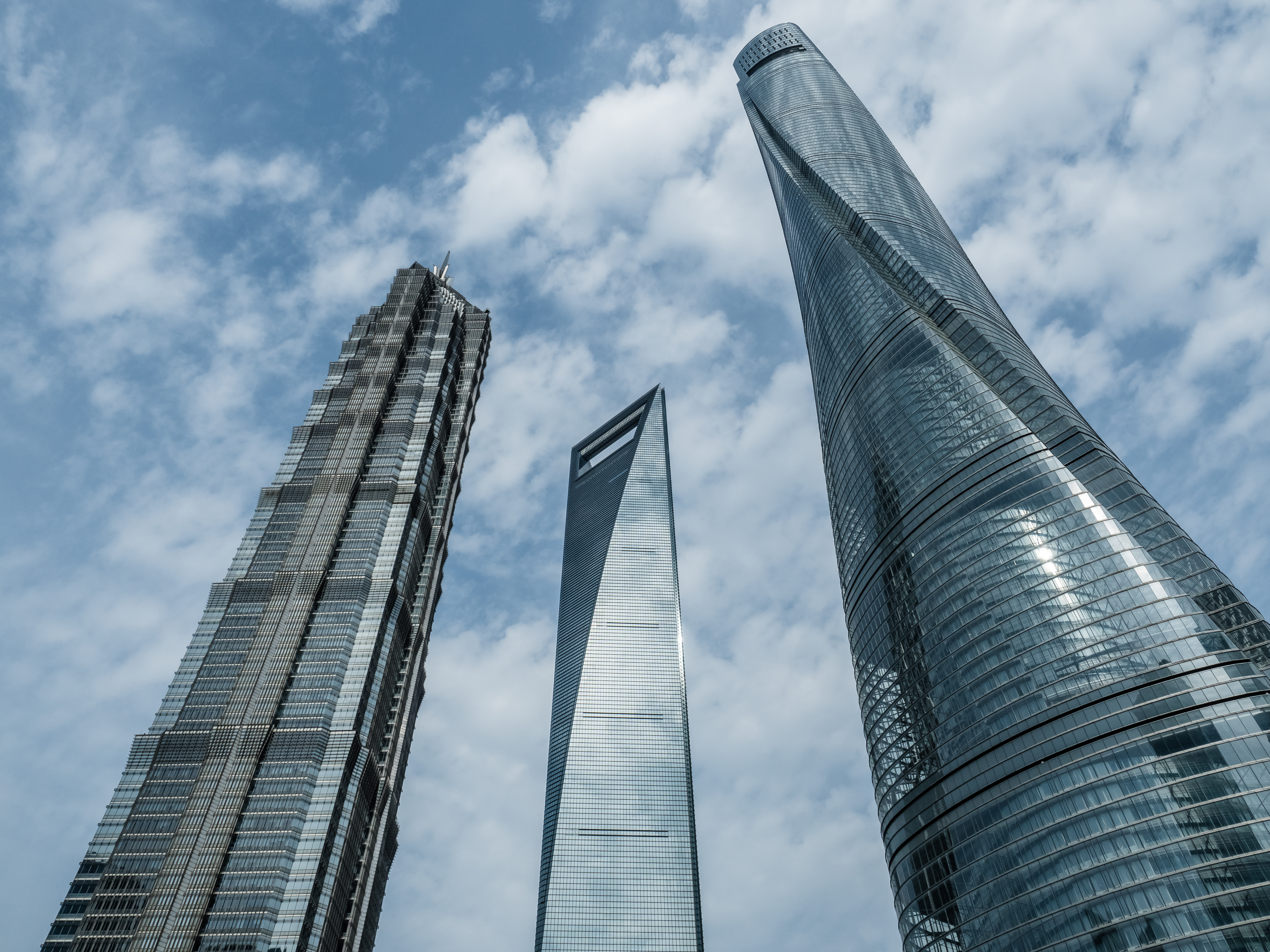
상하이의 마천루

마천루의 설계와 건설은 매우 높은 건물에 안전한 거주 공간을 마련하는 작업이다. 건물은 스스로의 무게를 지탱해야할 뿐만 아니라 바람과 지진을 견뎌야 하고 거주자를 화재로부터 보호해야 한다. 그러면서도 각층에 편리하게 접근하고 각종 편의 시설을 이용할 수 있도록 해야 하며 쾌적한 거주 환경을 제공하여야 한다. 이러한 복합적 요구 사항들을 포하하는 마천루 설계는 경제, 공학, 건축등 다방면의 영역이 얽힌 복잡한 문제를 해결하는 과정이다.
마천루의 공통적 특징 가운데 하나는 내력벽이 아닌 철골 구조를 사용한 구조체에 커튼월이 매달려 있는 형태라는 점이다.  철근 콘크리트 내력벽 구조로는 일정 이상 높이의 하중을 견딜 수 없기 때문에 초고층 건물은 강철 철골 구조를 짜넣어 만든 프레임이 하중을 부담하고 벽은 최소한의 면적에서 철골구조에 얹어지는 커튼월로 구성된다. 이 때문에 최 외곽 벽은 되도록 하중 부담이 없는 재료를 사용하려는 특징이 있지만, 일률적이지는 않으며 종종 옛 철근 콘크리트 건물의 외관에서 아이디어를 얻은 경우도 있다.
마천루는 산업사회의 필요에 의한 산물로 값싼 화석 연료에서 파생된 에너지와 철강 및 콘크리트와 같은 산업적으로 정제된 원자재가 있기에 건설이 가능해졌다. 19세기 말 시작된 철골 구조 건축의 발달은 고층 건물 건축에서 벽돌과 모르타르를 몰아내었고 20세기 철강 가격이 하락하고 인건비는 상승하자 철근 콘크리트 건축과 일반적인 시공 기술이 되었다.
건물이 높아질 수록 이를 지지하기 위한 기초의 강철 빔은 더 크고 두꺼워져야 한다. 그러나 바닥 면적은 제한이 있기 때문에 일정 높이 이상의 건물에서 강철 빔을 이용한 철골 구조의 구조 효율성은 급격히 감소하고 비용이 크게 늘어나게 된다. 1960년 무렵 시작된 튜브 구조 건축은 건물을 전체적으로 연결된 하중 구조체로 파악하여 공간의 확보와 재료의 절감을 해결하였다. 이때문에 윌리스 타워는 비슷한 높이인 엠파이어 스테이트 빌딩보다 철강을 3분의 1 더 적게 사용할 수 있었다. 튜브 구조 건축은 하중 분산을 혁신하여 내부의 기둥을 줄일 수 있었고 그 만큼 더 많은 공간을 확보할 수 있었다.
1852년 엘리샤 오티스가 도입한 이후 엘리베이터는 마천루에서 빠질 수 없는 요소가 되었다. 오늘날 주요 엘리베이터 제조업체에는 오티스 엘리베이터, 티센크루프, 쉰들러 그룹 및 코네 등이 있다.
마천루는 건설 기술의 발전과 함께 보다 높고 폭이 좁은 건물이 되어갔다. 이러한 형태의 구조물은 수직으로 작용하는 무게뿐만 아니라 횡으로 작용하는 바람의 압력이나 진동에도 민감하다. 바람과 진동에 대응하기 위해 동조질량감쇠와 같은 새로운 기술이 개발되었고, 바람에 대응하기 위해 건물에 공기가 흐를 수 있는 통로를 두는 경우도 있다.

### 기본 설계 고려 사항
마천루의 건축 공학에는 큰 딜레마가 있다. 구조 설계 오류로 마천루가 붕괴할 경우 막대한 인명 피해와 재산 손실이 일어나기 때문에 마천루는 절대 무너지면 안되지만, 실제 실패 사례 없이는 어떤 구조가 붕괴 위험을 갖는 지 정확히 파악하기 어렵기 때문이다. 이 때문에 마천루의 설계는 시뮬레이션으로 얻은 필요 강도 이상으로 혹시나 있을 수 있는 구조 결함에 의한 문제까지 감안하여 여력을 확보하여 진행된다. 이렇게 하여 지어진 경우라도 화재나 재난 등으로 건물이 붕괴되는 사례가 발생하면 구조공학자들은 붕괴의 원인이 예측 불가능한 돌발적인 것이었는지, 구조 자체에 취약점은 없었는 지 점검한다.

### 하중 및 진동
마천루의 하중은 대부분 구조물 자체의 무게때문에 발생한다. 건축 구조물의 하중은 프레임, 벽, 외장재, 기타 부속물 등 건물이 사용되는 동안 계속하여 존재하는 고정하중과 건물을 사용하면서 변동하는 사람, 가구, 차량 등에 의한 활하중으로 구분할 수 있으며, 마천루는 이 두 하중을 합한 전체 하중보다 일정 이상의 하중이 일시에 주어지더라도 구조가 지탱될 수 있도록 설계된다. 저층부는 고층부의 하중까지 부담하여야 하므로 보다 큰 하중을 견뎌야 하고 이에 따라 더 많은 자재가 필요하다. 하중 부담의 감소를 위해 고층부를 저층부 보다 더 좁게 짓는 경우도 있지만, 건물의 하중 부담이 언제나 시각적 디자인으로 들어나는 것은 아니다. 엠파이어 스테이트 빌딩의 고층부 후퇴 설계는 실제 하중의 문제보다는 당시 건축법에 따른 결과이다. 반면 존 핸콕 센터의 외곽에 설치된 대각선의 지지대는 실제로 건물의 하중 분산을 위한 튜브 건축의 필요성에 따라 설치된 것이다.
마천루는 바람에 의한 풍하중도 상당하여 일반적으로 횡방향으로 받는 풍하중을 반드시 고려하여 설계하여야 한다. 바람은 높이가 올라갈수록 세지기 때문에 매우 높은 건물의 최상단에서는 풍하중이 구조물의 무게에 따른 고정하중이나 사용에 따른 활하중보다 중요한 요건이 될 수 있다. 지진과 같은 재난 상황도 건물에 예측할 수 없는 수직 및 수평 하중을 가하게 된다.

### 강철 프레임
1895년 강철이 마천루의 구조 재료로서 주철을 대체했다. 강철은 가단성 덕분에 다양한 모양으로 성형할 수 있었고 리벳으로 고정할 수 있어 강력한 연결이 보장되었다. 강철은 기존의 건축 재료에 비해 구조에 가해지는 여러 전단력을 견뎌내는 힘이 강했기 때문에 공간을 확보하면서 보다 단순한 프레임으로 구조체를 만드는 것이 가능해졌다. 강철의 단점 가운데 하나는 높이가 높아질수록 건물의 지지부는 더 많은 재료를 사용해야 한다는 것이었고 그 결과 지지 부재 사이의 거리가 줄어들고 재료의 양도 증가할 수 밖에 없는 한계가 있다. 일반적으로 40층 이상의 건물에서는 지지 기둥때문에 사용 가능한 바닥 공간이 줄어들고 더 많은 강철이 들어가 효율성과 경제성이 떨어지게 된다.

### 튜브 구조 시스템

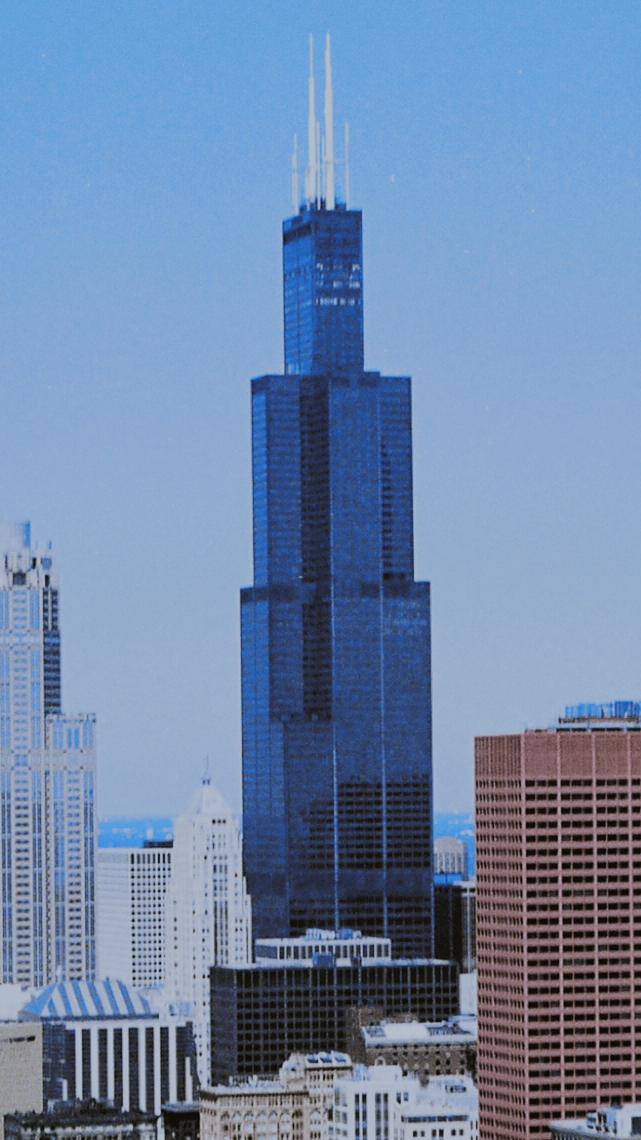
번들 튜브 구조를 채용한 시카고의 윌리스 타워

1963년 방글라데시계 미국인이었던 파즐루르 라흐만 칸은 튜브 구조 프레임을 고안하였다. 튜브 구조 프레임은 "서너개 또는 그 이상의 프레임, 가새골조, 전단벽 등이 연결되어 구성되는 3차원의 공간 구조로 건축물의 측면 또는 측면과 연결된 수직형 골조로서 건물에 가해지는 모든 방향의 힘에 대응하는 구조"를 말한다. 가까운 간격으로 서로 연결된 외부 기둥이 튜브를 형성하고 주로 바람에 의해 발생하는 수평 하중은 구조물 전체에 의해 지지된다. 튜브 구조는 구조 유지에 필요한 내부 기둥이 더 적어 보다 넓은 내부 공간을 확보할 수 있고 외장 표면의 약 절반 정도를 창문으로 쓸 수 있다. 차고의 문과 같이 넓은 통로의 확보가 필요한 부분은 전이 거더를 이용하여 튜브 골조의 무결성을 해치지 않는 가운데 프레임이 분리될 수 있도록 설계한다. 튜브 구조의 사용으로 마천루는 보나 넓은 실내 공간을 확보하며 더 높게 올라갈 수 있게 되었고 건축 비용도 절감할 수 있게 되었다. 콘크리트 튜브 골조 구조는 1963년 시카고의  에서 완공된 플라자 온 디위트에 처음 적용 된 이후 곧 이어 존 핸콕 센터와 세계 무역 센터의 건설에서도 사용되었다.
이후 오늘날 까지 튜브 구조는 1960년대 이후 지어진 40층 이상의 마천루 설계에서 기본 요소로 사용되고 있다. 세계 무역 센터, Aon 센터, 페트로나스 트윈 타워, 진마오 타워 등이 대표적 사례이다. 2023년 현재 가장 높은 마천루인 부르즈 할리파 역시 튜브 구조를 적용하였다.
트러스 튜브와 교차가새

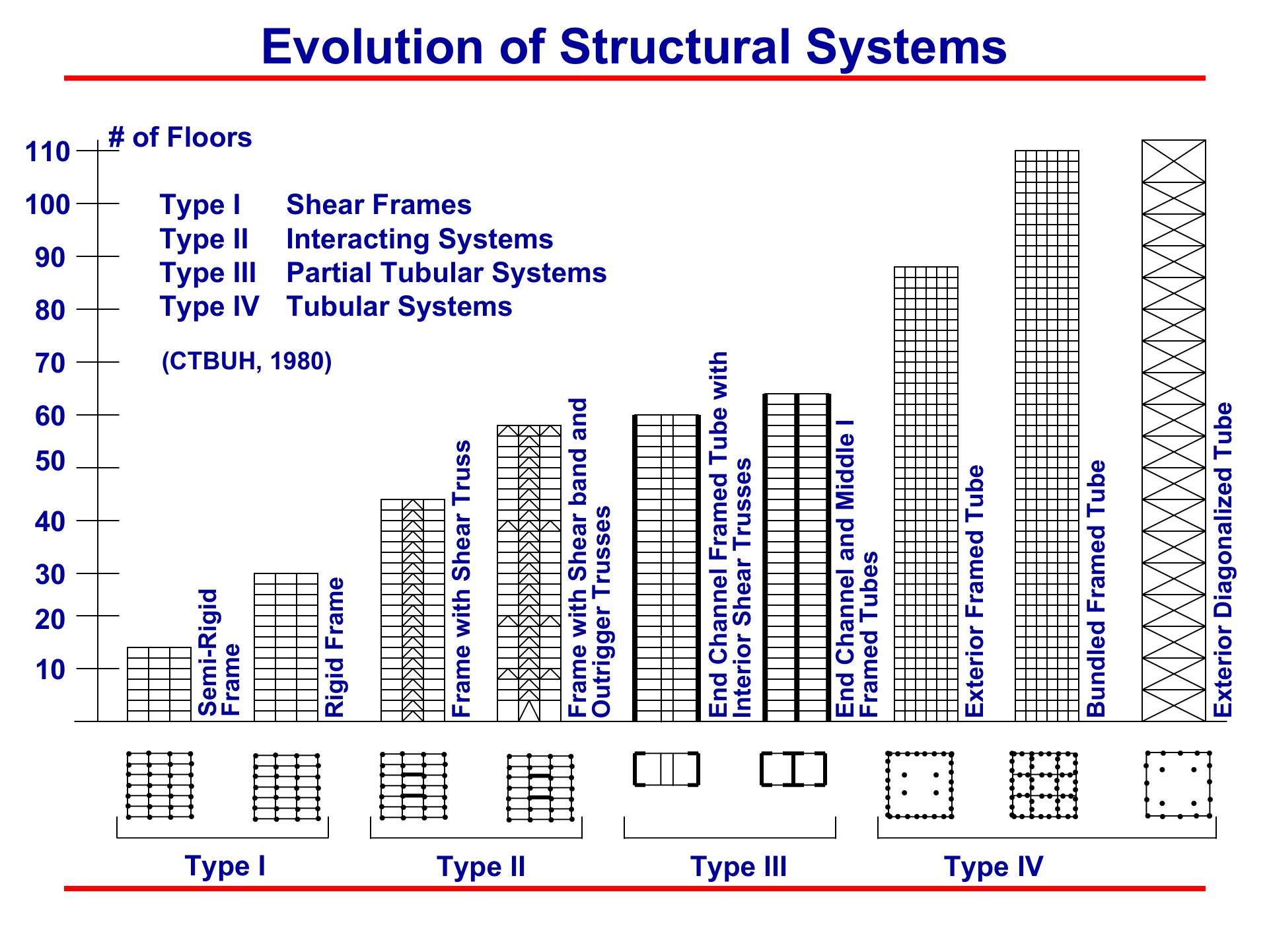
높이에 따른 구조의 변화 - 튜브 구조는 마천루의 기본 구조가 되었다.

칸은 튜브 구조 외에도 마천루 건축에 몇 가지 새로운 구조를 도입하였다.. 존 핸콕 센터에 처음 사용된 교차가새를 이용한 트러스 튜브도 새로운 건축 구조 가운데 하나이다. 교차가새는 X자 형의 강철 빔을 건물 외부에 트러스 구조로 설치함으로써 강철 빔의 인장력과 트러스 구조의 하중 전달을 이용하여 건물 하중의 일부를 외벽으로 분산시킨다. 이렇게하면 수직 기둥이 부담하는 하중이 줄어들기 때문에 내부의 기둥 수를 줄이고 공간을 더 넓게 확보할 수 있다. 존 핸콕 센터의 교차가새는 그것이 튜브 구조의 일부로서 작용함을 직관적으로 보이면서 동시에 하이테크 건축이 지향하는 구조적 표현을 나타내고 있다. 교차가새의 이용으로 마천루의 높이는 보다 높아질 수 있게 되었고, 초고층 건물에 개방된 공간을 둘 수 있는 여지를 마련하였다.
교차가새를 이용한 트러스 튜브 구조의 존 헨콕 센터는 이전의 철골 구조를 이용한 마천루보다 훨씬 더 효율적이다. 1931년 철골 구조로 지어진 엠파이어 스테이트 빌딩은 평방미터당 약 206kg의 강철이 필요했고, 1961년 지어진 원 체이스 맨해튼 플라자는 275kg이 필요했지만, 존 핸콕 센터의 평방미터당 강철 필요량은 145kg에 불과하였다. 트러스 튜브 개념은 온테리 센터, 뉴욕 시티그룹 센터 및 홍콩 중국은행 타워를 포함하여 이후 많은 마천루에 적용되었다.
번들 튜브
여러 개의 독립적 튜브 구조체를 상호 연결시키면 독특한 외관을 갖는 마천루가 건설된다. 시카고의 윌리스 타워는 높이가 다른 9개의 튜브 구조를 사용하였다. 번들 튜브 구조의 도입은 "건물이 더 이상 상자 모양일 필요가 없으며 조각품이 될 수 있다"는 것을 의미했다.
이중 튜브 구조
이중 튜브 구조는 건물 외부의 튜브 구조 외에 전단벽을 형성하는 내부 튜브를 갖는다. 내외부의 튜브는 연동되어 수직 방향의 중력하중과 횡방향의 풍압, 진동 등에 저항하고 구조에 추가적인 강성을 제공하여 건물 상단의 처짐 현상을 방지한다. 이 구조는 텍사스 휴스턴의 원 셀 플라자에 처음 도입되었고 이후 페트로나스 트윈 타워 등에 적용되었다.
횡력 지지 시스템과 벨트 트러스
밸트 트러스는 여러 다발의 막대를 고무밴드로 묶어 세우는 것과 같은 개념으로 마천루에 추가적인 밸트 트러스를 구축하여 횡력 지지 시스템을 갖추는 구조이다. 미국 위스콘신주 밀워키의 U.S. 뱅크 센터에 처음 도입되었고 이후 오스트레일리아 멜버른의 BHP 하우스에 적용되었다.  U.S. 뱅크 센터는 42층 183 m의 건물로 하단, 중앙 및 상단의 세 곳에 외부로 돌출된 밸트 트러스를 구축하였다. 밸트 드러스 구조는 상하이 세계금융센터에도 적용되어 있다.
콘크리트 튜브 구조
칸이 마지막으로 설계한 주요 마천루는 시카고의 원 매그니피컨트 마일과 온테리어 센터로 각각 번들 튜브 및 트러스 튜브 구조로 설계되었다. 주로 강철 빔 구조체였던 칸의 초기 마천루들과 달리 이 두 건물은 콘크리트 튜브로 지어졌다. 뉴욕시의 트럼프 타워도 이 시스템을 채택한 건물이다.
전단벽 골조 상호 작용 시스템
전단벽 골조 상호 작용 시스템은 중간 높이의 고층 빌딩에 적용되는 구조체로 이 역시 칸이 고안하였다. 이 구조체는 전단벽과 골조가 상호 작용을 통해 횡하중을 나누어 부담한다. 이 시스템을 사용한 최초의 건물은 1965년 완공된 35층 높이의 브런스위크 빌딩이었다. 완공 당시 가장 높은 철근 콘크리트 구조물이었던 브런스위크 빌딩은 콘크리트 전단벽으로 된 코어를 콘크리트 골조로 이루어진 외장 보와 스팬드럴로 감싸는 디자인으로 설계되었다. 이후 70층 높이의 아파트 건물에 이 개념을 적용하는데 성공하였다.

### 엘리베이터 퍼즐
일정 층수 이상을 계단으로 오르내리는 것은 대부분의 사람들에게 힘에 겨운 일이기 때문에 엘리베이터의 도입은 마천루 건설의 전제 조건이다. 엘리베이터는 수도나 전기와 같이 배관으로 해결할 수 있는 편익 시설이 아니라 반드시 있어야만 하는 필수 시설이지만, 층고가 높아질수록 더 많은 엘리베이터가 필요하고 그에 따라 엘리베이터를 설치할 통로인 샤프트 역시 추가되어야 한다. 그러나 샤프트는 초고층 빌딩에서 매우 제한된 자원인 전용 공간을 잠식할 뿐만 아니라 엘리베이터 운용에는 막대한 에너지가 소모된다. 엘리베이터 샤프트를 포함한 서비스코어가 너무 커지면 건물의 수익성은 떨어질 수 밖에 없다. 따라서 마천루 건축은 마치 퍼즐을 맞추듯 엘리베이터를 비롯한 서비스 코어에서 발생하는 손실와 나머지 사용 공간에서 얻을 수 있는 수익의 균형을 맞추어야 한다.
많은 고층 건물이 엘리베이터 설치 공간을 줄이기 위해 갖가지 묘안을 짜내 설계되었다. 세계 무역 센터나 존 핸콕 센터는 허브 역할을 하는 스카이 로비층을 두고 그곳까지 직행하는 고속 엘리베이터와 스카이 로비에서 각층으로 향하는 로컬 엘리베이터를 나누었다. 그러나 이 방식은 엘리베이터를 갈아타야 하기 때문에 사용자가 목표하는 층까지 가는 시간이 더 걸리는 단점이 있다.
페트로나스 트윈 타워와 같은 다른 건물은 더블데크 엘리베이터를 사용하여 더 많은 사람들이 하나의 엘리베이터에 탑승할 수 있고 한 번에 두 개 층에 연결할 수 있도록 설계되었다. 이로서 엘리베이터의 수송량을 두 배로 늘었지만, 이 경우엔 위 아래 어느 쪽이든 멈춰서면 함께 묶인 다른 데크의 승객도 멈춰선 채 기다려야 한다는 단점이 있다.

### 부대시설

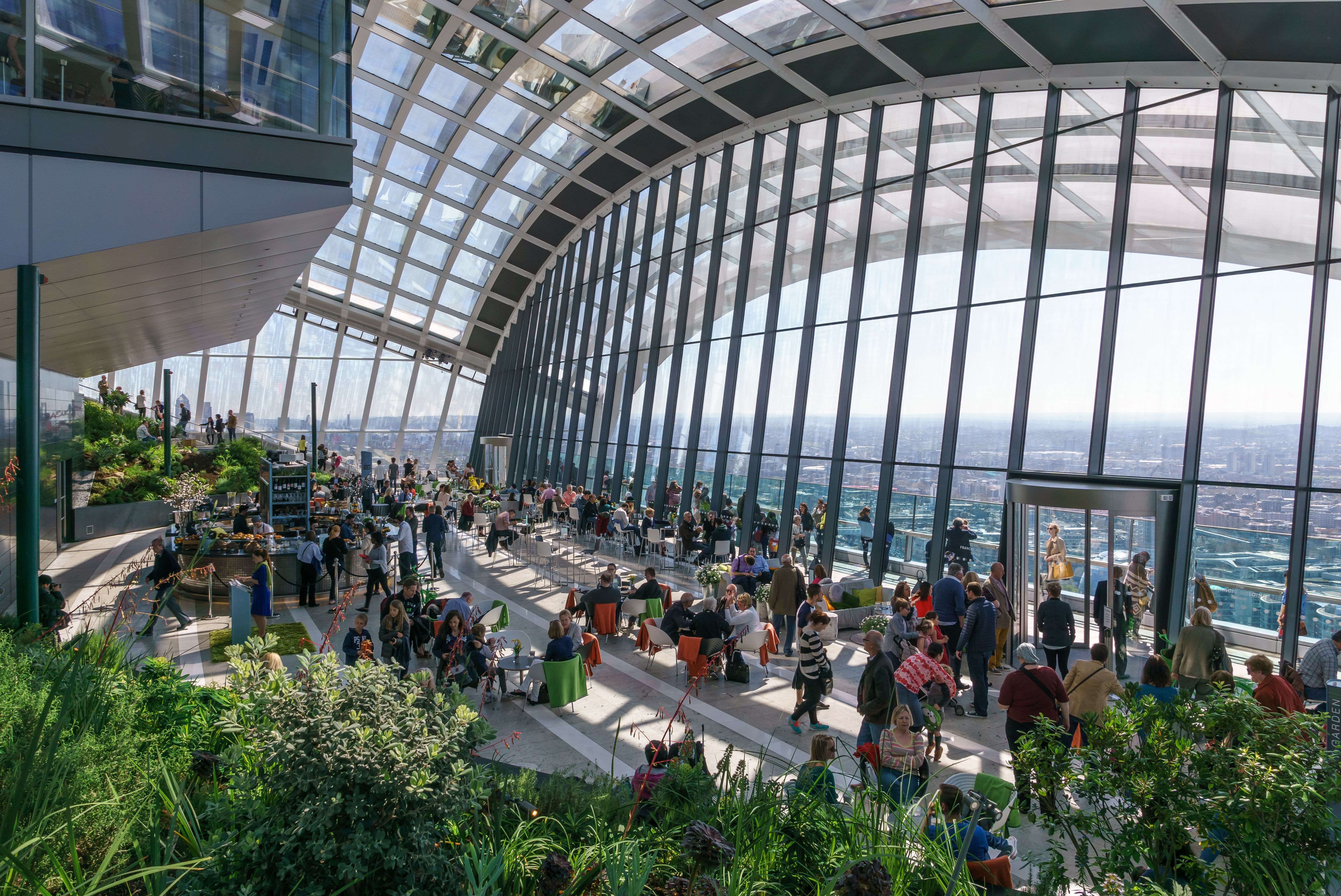
런던 20 펜처치 스트리트의 공중정원

마천루는 그 높이 때문에 최상부에 여러 편의 시설을 둔다. 세계 무역 센터, 페트로나스 트윈 타워, 윌리스 타워, 타이베이 101 등의 건물 최상부에는 전망대를 겸하는 스카이 로비가 있다. 존 핸콕 센터의 44층 스카이 로비에는 실내 수영장이 있다.

## 경제적 타당성
마천루는 일반적으로 땅값이 비싼 도심에 위치한다. 고층건물은 연면적당 토지 비용을 최소화하기 위해 지어지므로 일대의 땅값이 매우 비싸다면 마천루 건설의 경제적 타당성을 확보할 수 있다. 특별히 고도 제한을 하지 않는다면 인구가 밀집한 경제 중심지에 마천루가 세워지기 마련이다.
마천루는 대도시의 상징이다. 중소 도시의 경우 마천루의 경제적 타당성이 갖춰질 만큼 땅값이 비싸질 이유가 없다. 마천루 입주자는 대부분 사무실, 상업 시설, 호텔 등으로 마천루를 이용하는데 마천루의 임대료 역시 매우 비쌀 수 밖에 없기 때문이다.

## 환경 영향

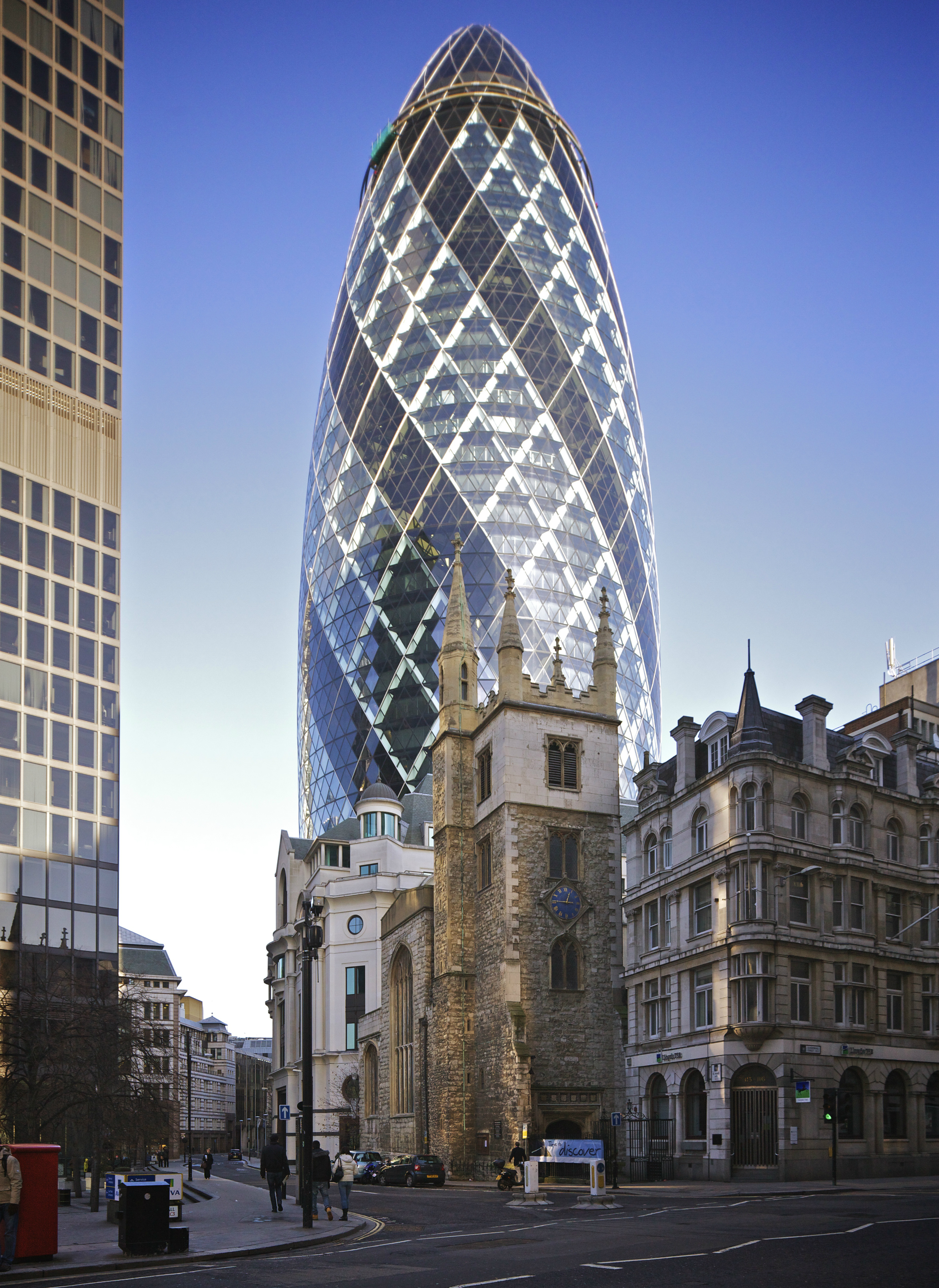
런던 30 세인트 메리 액스는 현대적인 친환경 마천루의 사례로 평가된다.

마천루 건설에는 강철, 콘크리트, 유리를 비롯한 여러 건축자재가 막대하게 투입되며 이러한 재료들은 이미 상당한 체화 에너지를 지니고 있다. 따라서 마천루는 재료와 에너지가 집약된 건물이다.
초고층 건물을 건설하려면 일반적인 건물에 비해 더 강한 기초가 필요하고 상당한 에너지와 재료를 들여 기초 공사를 해야만 한다. 또한 건축 과정에서도 매우 높은 높이까지 자재를 들어 올려야 하므로 고도가 낮은 건물에 비해 시공에 소요되는 에너지가 크다. 완공된 이후에도 사용 과정에서 물을 최상부까지 끌어올리는 펌프, 층간을 오가는 엘리베이터, 건물 내부의 온습도 유지와 환기를 위한 공조 설비, 조명 설비 등으로 수 없이 많은 에너지를 소비한다.
마천루의 친환경적 에너지 사용을 위해 온실 가스 배출이 적은 재생 가능 에너지를 비롯한 기타 전기 생산을 도입할 수 있고, 중앙집중식 공조 설비와 열 복사 차단재를 적용한 창문, 건물의 부피 대비 적은 표면적을 갖는 디자인 등으로 에너지 소비를 줄일 수 있다. 한때 국제 양식의 도입과 함께 유행하였던 통유리 커튼월은 냉난방의 유지에 많은 에너지를 소비하여 부정적 환경 영향을 준다는 비판을 받았다. 고층 건물의 친환경성을 인증하는 LEED는 오히려 간전기에 지어진 초기 마천루인 엠파이어 스테이트 빌딩이 에너지 효율이 가장 뛰어나다며 2011년 9월 에너지 및 환경 디자인 부문 황금 리더십 등급을 부여하였다. 이후 마천루 설계는 에너지 효율과 친환경성을 고려하는 설계가 시도되었고 영국 런던의 30 세인트 메리 액스는 환경 친화적 마천루의 사례로 손꼽힌다.
고층 건물의 구조 안정성 및 편익 시설의 설치와 수익성 역시 승강기 퍼즐과 같이 딜레마를 보이는 문제이다. 더 높이 더 넓은 연면적을 가지려면 보다 두껍고 튼튼한 지지 구조가 필요하지만 이러한 지지 구조의 증가는 사용 면적을 줄임으로써 수익성을 낮춘다. 게다가 전기와 물의 공급, 공조 시설의 설치 역시 공간을 차지하기 때문에 수익성에 영향을 준다. 많은 경우 다른 용도로 임대하기 힘든 지하 공간과 옥상 등에 이러한 시설을 설치하여 수익성 약화를 피하고자 하지만, 마천루의 경우 변압기, 보일러, 펌프와 같은 시설과 이를 사용하는 공간 사이의 거리에는 제약이 따른다. 따라서 일정 높이 이상의 층 전부 또는 일부를 기계실로 사용할 수 밖에 없으며 설계 단계에서 어느 층의 얼마를 이렇게 사용하여야 수익성 약화를 막을 수 있을 지 균형을 맞추는 퍼즐 풀기가 이루어질 수 밖에 없다.

### 운용 에너지
마천루가 배출하는 온실 가스의 약 50%는 사용공간에서 발생하고 에너지 소모 총량의 80 - 90%는 건물의 운용 에너지로 사용된다. 공조 시설을 운용하는데 드는 에너지는 건물 내외부의 단열 정도에 따른 열전도, 공기의 환기 과정에서 발생하는 대류, 외부 벽체와 창문을 통한 열복사의 흡수와 반사율 등에 영향을 받는다. 이러한 요소들이 운용 에너지에 미치는 영향의 정도는 마천루의 미기후에 따라 달라지는데, 마천루의 높이가 높아질수록 풍속이 증가하고 기온이 감소하기 때문이다. 예를 들어  뉴욕의 프리덤 타워는 표고 1.5 m 에서 284 m 로 올라갈 때 기온은 1.85 °C 감소하지만 풍속은 초속 2.46 m 에서 7.75 m 로 증가하여 여름 냉방 비용이 2.4% 감소하였다. 그러나 여름이 한창인 때를 제외하면 높아질수록 건물에 드리우는 그늘이 줄어들어 냉방 비용이 증가하고 온도, 바람, 그늘, 반사 효과와 같은 요인으로 연간 에너지 사용은 총 13.13% 증가했다. 2013년 연구에 따르면 지상층에서 9층까지의 평균 에너지 사용 집약도는 80kBtu/ft/yr인 반면 50층 이상의 에너지 사용 집약도는 약 117 kBtu/ft/yr 이었다. 반면에 30-39층 사이의 에너지 사용 집약도는 그 위아래 층보다 소폭 감소하는데 마천루에 미치는 미기후의 영향과 내부에서 운송되는 냉난방과 급수 시스템의 압력 차이 때문이다. 이처럼 마천루의 층간 에너지 사용 집약도는 고도에 대해 일률적이진 않지만 일정 고도 이상의 부분이 다른 저층부에 비해 매우 큰 에너지 사용을 보인다고 할 수 있다.
마천루의 전체 에너지 소비에서 5~25%는 엘리베이터 사용에 의한 것이다. 건물이 높아질수록 엘리베이터의 가동에 따른 항력과 마찰 손실이 높아지기 때문이다.

### 체화 에너지
건축 자재의 원료에서 부터 가공을 거쳐 시공 과정에 들어가는 에너지의 총합인 체화 에너지는 어떤 자재를 사용하는가에 따라 큰 차이를 보이며 각각의 자재 마다 시공되는 형상에 따라 단위 부피당 정량화 된 값을 나타내는 함수로 계산된다. 마천루는 기본적으로 구조의 하중이 매우 크기 때문에 이를 견딜 수 있는 재질과 구조체를 지녀야 하고 고도가 올라감에 따라 사용되는 재료도 더 많이 필요하게 되어 일반적인 건물에 비해 더 많은 체화 에너지를 필요로 한다. 이 때문에 마천루 건축에는 목표하는 층고에 도달하면서도 체화 에너지를 줄이기 위한 재료의 선택과 구조 디자인이 필요하다.

### 체화 탄소
체화 탄소는 건물의 건축에 사용되는 자재의 원료에서부터 가공, 시공 과정에서 발생하는 탄소량을 나타낸다. 교토 의정서 이후 국제적인 탄소 배출 감축 협의가 이루어지면서 건축에서도 체화 탄소량의 집계와 평가가 중요한 의제가 되었다. 마천루의 건축에서 체화 탄소 역시 사용되는 재료와 구조체의 디자인에 따라 계량되며 이 역시 선형적이지는 않아 40층, 60층, 70층 등의 특정한 층고에서 가장 낮은 체화 탄소량을 보일 수 있다.

### 대기 오염
도심의 건물 밀집 지역의 미기후 때문에 대기 오염원은 일률적으로 확산되지 않으며 어느 지역은 집중되고 어느 지역은 확산되어 희석되는 현상이 발생한다. 이에 따라 마천루도 층고에 따라 오염물질 농도가 높은 "데드존"과 공기 상태가 좋은 "핫스팟"으로 나뉘게 된다. 이러한 오염의 차이는 인접한 다른 초고층 빌등의 위치와 밀집도에서도 영향을 받는다. 주변의 건물이 높지 않은 가운데 단독한 마천루의 고층 구간은 비교적 도심 대기 오염에서 자유로울 수 있을 지 몰라도 인접하여 마천루가 밀집하며 초고층 도심 지역이 확산되는 스프롤 현상이 일어나고 자동차 등의 오염원이 늘어나면 도심에 대기 오염원이 갖히는 현상으로 "데드존"도 커지게 된다. 도심의 미세먼지는 천식, 기관지염 및 암을 유발할 수 있고 내연기관의 연소에서 발생하는 이산화질소는 신경 장애 및 질식을 유발할 수 있다.

## 역대 최고층 마천루
- 1908년 로어맨해튼, 싱어 빌딩, 187 m[102]
- 1909년 매디슨 스퀘어, 메트로폴리탄 생명보험 타워, 210 m[103]
- 1913년 브로드웨이, 울워스 빌딩, 241 m[104]
- 1930년 월가, 40 월 스트리트, 283 m[105][106]
- 1930년 렉싱턴 에비뉴, 크라이슬러 빌딩, 319 m[107]
- 1931년 맨해튼, 엠파이어 스테이트 빌딩, 381 m[108]
- 1972년 맨해튼, 세계 무역 센터, 417 m
- 1973년 시카고, 윌리스 타워, 442 m
- 1998년 말레이시아 쿠알라룸푸르, 페트로나스 트윈 타워, 452 m
- 2004년 대만 타이베이, 타이베이 101, 509 m
- 2010년 아랍에미리트 두바이, 부르즈 할리파, 828 m

## 국가별 마천루
| 국가                   | 마천루                 | 완공 연도          | 높이    | 해당 국가의 마천루 목록 |
| ---------------------- | ---------------------- | ------------------ | ------- | ----------------------- |
| 미국                   | 엠파이어 스테이트 빌딩 | 1931년             | 381 m   | 미국의 마천루           |
| 미국                   | 세계 무역 센터         | 1973년             | 417 m   | 미국의 마천루           |
| 미국                   | 원 월드 트레이드 센터  | 2013년             | 541 m   | 미국의 마천루           |
| 대한민국               | 롯데월드타워           | 2017년             | 555 m   | 대한민국의 마천루       |
| 대만                   | 타이베이 101           | 2003년             | 509.2 m | 타이완의 마천루         |
| 조선민주주의인민공화국 | 류경호텔               | 영원히 미완공 예정 | 330m    | 북한의 마천루           |
| 아랍에미리트           | 부르즈 할리파          | 2009년             | 828 m   | 아랍에미리트의 마천루   |
| 사우디아라비아         | 아브라즈 알 바이트     | 2012년             | 601 m   | 사우디아라비아의 마천루 |
| 중화인민공화국         | 상하이 타워            | 2014년             | 632 m   | 중국의 마천루           |
| 홍콩                   | 국제상업센터           | 2010년             | 484 m   | 홍콩의 마천루           |
| 일본                   | 아베노하루카스         | 2014년             | 301 m   | 일본의 마천루           |
| 베트남                 | 랜드마크 81            | 2018년             | 461.2 m | 베트남의 마천루         |
| 말레이시아             | 페트로나스 트윈 타워   | 1998년             | 451.9 m | 말레이시아의 마천루     |
| 말레이시아             | 더 익스체인지 106      | 2019년             | 445.5 m | 말레이시아의 마천루     |
| 싱가포르               | 탄종파가르 센터        | 2016년             | 290 m   | 싱가포르의 마천루       |
| 싱가포르               | OUB 센터               | 1987년             | 280 m   | 싱가포르의 마천루       |
| 영국                   | 더 샤드                | 2012년             | 304 m   | 영국의 마천루           |
| 프랑스                 | 몽파르나스 타워        | 1973년             | 210 m   | 프랑스의 마천루         |
| 독일                   | 코메르츠방크 타워      | 1997년             | 259 m   | 독일의 마천루           |
| 러시아                 | 라흐타 센터            | 2018년             | 398 m   | 러시아의 마천루         |
| 스페인                 | 토레 데 크리스탈       | 2008년             | 249 m   | 스페인의 마천루         |
| 스웨덴                 | 터닝 토르소            | 2005년             | 190 m   | 스웨덴의 마천루         |
| 오스트레일리아         | Q1                     | 2005년             | 275 m   | 오스트레일리아의 마천루 |

## 문화
- 9월 3일은 "마천루의 날"로 기념된다.[109]
- 엠파이어 스테이트 빌딩에서는 해마다 계단을 뛰어오르는 마라톤 대회가 열린다.[110]

## 같이 보기
- 마천루가 가장 많은 도시 목록
- 마천루 목록
- 마천루의 저주
- 스카이라인
- 수직농장